# Rikačevo
Rikačevo (cyr. Рикачево) – wieś w Serbii, w okręgu pczyńskim, w gminie Bosilegrad. W 2011 roku liczyła 87 mieszkańców.